# Seth Wescott
Seth Wescott   (Durham, 28 de juny de 1976) és un surfista de neu estatunidenc en la modalitat de camp a través.

## Biografia
Wescott, va néixer a Durham, Carolina del Nord, i viu a Whistler, Colúmbia Britànica. En créixer, Wescott va anar al districte escolar regional de Mount Blue a Farmington, Maine. El seu pare Jim Wescott va ser l'entrenador de pista i fons al Colby College. Va començar a fer surf de neu als 10 anys, però també havia crescut esquiant. L'any 1989, després de competir en els dos esports durant uns quants anys, va deixar d'esquiar per centrar-se principalment en el surf de neu. Wescott va assistir a l'Acadèmia Carrabassett Valley, on va estudiar i es va entrenar amb els seus companys olímpics Bode Miller, Jeff Greenwood, Kirsten Clark i Emily Cook. Va començar a Sugarloaf a Carrabassett Valley, Maine.
En el seu debut olímpic, als Jocs Olímpics d'Hivern de 2006 a Torí, Itàlia, Wescott va guanyar l'or en el cross de surf de neu com el primer campió olímpic de l'esdeveniment. Després d'haver guanyat l'or, Wescott va ser convidat a reunir-se amb el president George W. Bush, però va rebutjar l'oferta, citant la seva oposició a les polítiques exteriors i domèstiques de Bush. Als Jocs Olímpics d'Hivern de 2010 a Vancouver, Colúmbia Britànica, Canadà, Wescott va defensar amb èxit el seu or olímpic. Wescott, que va començar la carrera en quart, va avançar lentament per tot el camp fins al final, quan va derrotar per poc el favorit de la ciutat natal Mike Robertson en el salt final.
El 25 de febrer de 2010, Wescott va aparèixer a The Colbert Report. El 2012, va participar al programa de cites de Fox The Choice.
Tot i viure a Carrabassett Valley, prop de Farmington (Maine, EUA), s'entrenà durant un temps a les muntanyes pròximes a Cordova (Alaska). Ha competit als X-Games i és surfista de neu professional des del 1989. S'involucrà a l'Snowboard Cross el 1997 i guanyà una medalla d'or als Jocs Olímpics d'Hivern de 2006 realitzats a Torí (Itàlia), en el seu debut olímpic.